# ルネ・エルス
ルネ・エルス（仏: René Herse、1908年1月4日 - 1976年5月12日）は、フランスのサイクリスト、かつフレームビルダー（自転車のフレームを製造する技師）である。自転車の歴史上で、軽量化技術に先鞭をつけ工房 R. HERSEを主宰した人物である。

## 経歴
ルネ・エルスは、航空技術を専門としブレゲー (航空機メーカー)で働いていた。サイクリングを趣味としていたが、自転車に使われる材料のほとんどに重い鋼材が用いられていることに疑問を抱いていた。そして航空業界で当時の最先端であったジュラルミンを自転車に用いて軽量化を図るアイデアを思いつき自転車の製造者へと転身した。1976年、逝去。

## 工房 R. HERSE
ルネは自転車の製造技術を身につけるため、（タンデム自転車の製作を得意とし、原動機付の自転車までも手がけた）自転車工房ナルシス(Narcisse)で短期間の修行を行った。1936年、ジュラルミン製の自転車部品を扱う自転車店をクールセユ(仏: Courcelles)に開業した。1940年には、パリ近郊ルヴァロワ＝ペレ(仏: Levallois Perrest)の付近に自転車工房を構えて本格的に自転車の製造を始めた。そして名匠としての技術を積み上げ、数々の名車を生み出した。1950年に発行したカタログ第1集の制作では、フランスの自転車雑誌 Le Cycliste を主催したことでも知られる自転車研究家のダニエル・ルーブル(Daniel Rebour)がイラストを担当し、細密な線画を描写した。
1976年、ルヴァロワ＝ペレで区画整備が執行されるためアニエール(仏: Asnières)に工房を移転した。
工房のショーウインドーには、フランス選手権に出場したリリー・エルスが7回の栄冠に輝いたときの自転車ルートコンペティションとサモトラケのニケを模ったトロフィーがフランスの国旗をまとい誇らしげに飾られているほか、得意分野のひとつタンデムレース用の自転車シャントゥルーや、高級サイクリング車シクロスポルティーフも並んでいた。
なお、Ｒ．ＨＥＲＳＥの技術は、1936年の開業以来から右腕となって働いてきた弟子のジャン・ドュボア(Jean Desbois)および、娘のリリー・エルス(Lysiane Herse)へと継承された。そしてR. HERSEの自転車は、ジャンとリリーの老齢を理由に廃業する1986年まで製造しつづけられた。

### 工房への交通
(今井千束 1986, p. 51)によれば、パリメトロ3号線のポルト・ド・シャンペレ駅 （仏: Porte de Champerret）よりペリフェリック環状道路(仏: Boulevard périphérique de Paris)をまたぐ掛け橋を渡った近傍に（ルヴァロワ＝ペレ時代の）工房 R. HEＲSEがあった。

## 自転車の特徴
- レイノルズ・テクノロジー製でマンガンモリブデン鋼の肉薄なダブルバデット鋼管であるレイノルズ 531（英語版）を用いたフレームと、ジュラルミンなどのアルミ合金を用いた自転車部品を随所に採用することで軽量化を図った。
- フランス・シクロ社やユーレなどの外装変速機をフレームに直接取り付けられる工法を施した。
- ブレーキワイヤーや電線を、フレームの鋼管内に内蔵させてデザイン性を高めた意匠も考案された[2]。

## 自転車競技の成果
娘のリリー・エルスが、グランド・ブークルなどの自転車競技で入賞を果たした。またパリ・ブレスト・パリのロングライドを行うブルベや、ロードレースのツール・ド・フランスなど、幾つかの自転車競技でエルスの自転車を採用した競技者たちが入賞を重ねた。自転車競技の実績からルネスの自転車は注目を集めた。
- 1948年、ダニエル・ルーブル＆シモーヌ夫妻は新婚旅行にパリ・ブレスト・パリのタンデム自転車のカテゴリーへ参加することを選び、ルネのタンデム自転車を用いて新記録を樹立した[4]。
- 1966年、パリ・ブレスト・パリにおいてモーリス・マコーディエール(仏: Maurice Macaudière)とローベル・デミリー(仏: Robert Demilly)のチームが疲労などの困難を乗り越え44時間21分の力走で完走し、エルスは連続5回目の自転車ビルダー賞(仏: Challenge des Constructeurs)を獲得した[5]。

## 日本への影響
日本の自転車業界ではイギリスで発達していった自転車を手本としていたが、昭和20年代(1945年-1954年)頃よりヨーロッパ大陸の自転車についての研究を始めた。1954年、研究の一環として自転車業界団体の海外視察事業において鳥山新一らが、工房 R. HEＲSEより 仏: Randonneuse と 仏: Cyclosportif という自転車を持ち帰り、丸都自転車（現：東叡社）と共同研究を重ねて、ランドナーやスポルティーフの礎を生み出した。